# Osiek Mały (gemeente)
De gemeente Osiek Mały is een landgemeente in het Poolse woiwodschap Groot-Polen, in powiat Kolski.
De zetel van de gemeente is in Osiek Mały.
Op 30 juni 2006, telde de gemeente 5868 inwoners.

## Oppervlakte gegevens
In 2002 bedroeg de totale oppervlakte van gemeente Osiek Mały 87,33 km², waarvan:
- agrarisch gebied: 78%
- bossen: 18%

De gemeente beslaat 8,64% van de totale oppervlakte van de powiat.

## Demografie
Stand op 30 juni 2004:
| Omschrijving                   | Totaal | Totaal | Vrouwen | Vrouwen | Mannen | Mannen |
| ------------------------------ | ------ | ------ | ------- | ------- | ------ | ------ |
| eenheid                        | aantal | %      | aantal  | %       | aantal | %      |
| inwoners                       | 5841   | 100    | 2957    | 50,6    | 2884   | 49,4   |
| bevolkingsdichtheid (inw./km²) | 66,9   | 66,9   | 33,9    | 33,9    | 33     | 33     |

In 2002 bedroeg het gemiddelde inkomen per inwoner 1400,61 zł.

## Aangrenzende gemeenten
Babiak, Koło, miasto Koło, Kramsk, Sompolno
- Virtual International Authority File: 315535848